# Carlo Lasinio
Carlo Lasinio (Treviso, 10 febbraio 1759 – Pisa, 29 marzo 1838) è stato un incisore e museologo italiano.

## Biografia
Nacque a Treviso, ma lavorò principalmente a Firenze. Lasinio iniziò la propria carriera come pittore presso l'Accademia di belle arti di Venezia. Presto si interessò maggiormente all'incisione, specialmente dopo il trasferimento a Firenze, nel 1778. Affermò la propria reputazione con due serie di acqueforti nel 1787 e nel 1789. Realizzò la Raccolta di 324 ritratti di artisti eccellenti, tra il 1790 e il 1796, recuperando anche lastre precedentemente incise da altri autori e colorandole, imprimendole una seconda volta con inchiostri colorati. Tra questi ritratti c'è quello della pittrice fiorentina Maria Maddalena Baldacci. Lasinio insegnò incisione all'Accademia di belle arti di Firenze, divenendo professore nel 1800.
Si firmava con gli anagrammi Silanio o Aloisin. Praticò varie tecniche, come bulino, acquaforte, maniera nera, maniera a granito e contorno. Con le lastre multiple realizzava incisioni a colori.

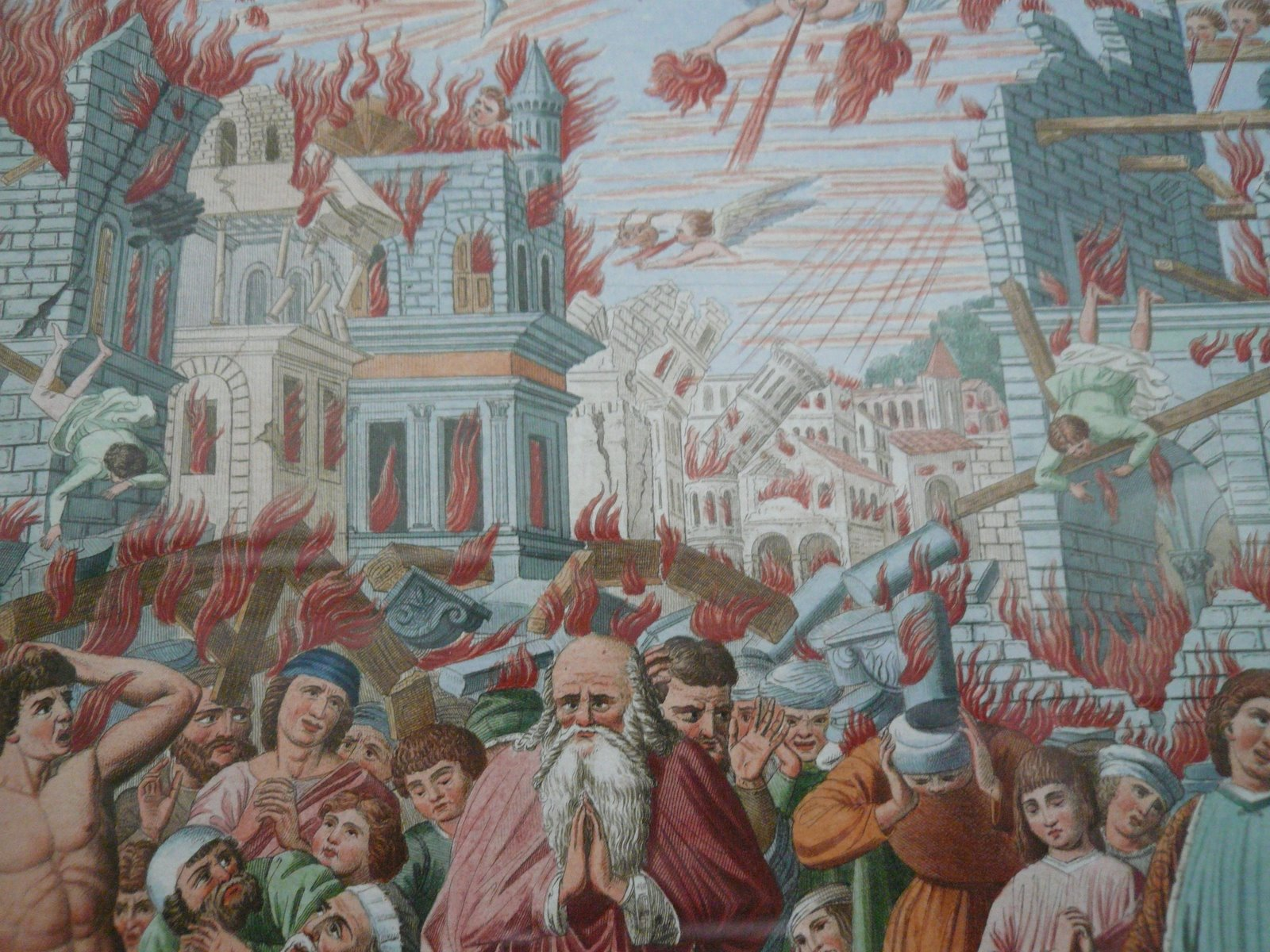
Carlo Lasinio, La distruzione di Sodoma - Dettaglio

Si trasferì a Pisa nel 1807, acquisendo la posizione di conservatore al Camposanto di Pisa. Fece tentativi considerevoli per proteggere il Camposanto e i suoi affreschi dalla rovina, minacciata dagli effetti distruttivi delle guerre napoleoniche. Nel 1812 iniziò la stesura del suo libro di incisioni - in cui ritrasse gli affreschi del Camposanto - che ebbe come titolo Pitture a fresco del Camposanto di Pisa. Queste grandi incisioni vennero composte nello "stile del contorno", divenuto popolare nella prima parte del diciannovesimo secolo, come reazione ai toni più delicati degli incisori puntinisti del diciottesimo secolo, come Francesco Bartolozzi. Queste opere furono particolarmente influenti sull'arte europea del diciannovesimo secolo, soprattutto sui preraffaelliti in Inghilterra. Secondo William Holman Hunt, lo studio del libro di Lasinio convinse il gruppo a rifiutare l'arte dell'alto Rinascimento a favore di queste opere. Le incisioni di Lasinio costituiscono inoltre un'importante testimonianza degli affreschi che vennero danneggiati dai bombardamenti della Seconda guerra mondiale.
Tra le altre sue opere, le quaranta lastre di Affreschi e Dipinti ad Olio di Firenze (1789), grandi incisioni che rappresentavano i più famosi affreschi rinascimentali di Firenze e 32 lastre di Affreschi del Quattordicesimo e Quindicesimo Secolo.
Lasinio ha inoltre fondato l'Accademia di belle arti di Pisa, città dove morì. Oltre alle serie di incisioni, Lasinio creò immagini originali. Le sue raffigurazioni includono i grandi esploratori Cristoforo Colombo e Amerigo Vespucci.
Suo figlio, Giovanni Paolo Lasinio, fu anch'egli incisore.

## Omaggi
Il Comune di Pisa gli ha intitolato una via.